# Retusa ovoides
Retusa ovoides is een slakkensoort uit de familie van de Retusidae. De wetenschappelijke naam van de soort is voor het eerst geldig gepubliceerd in 1916 door Milaschewitsch.